# Battlestar Galactica (seriál, 1978)
Battlestar Galactica je americký sci-fi televizní seriál vysílaný v letech 1978–1979 na stanici ABC. V jedné řadě vzniklo celkem 24 dílů. Jedná se o první seriál fikčního světa a multimediální řady Battlestar Galactica, na který v roce 1980 navázal seriál Galactica 1980.
Autorem seriálu je producent a scenárista Glen A. Larson, který příběh koncept vymyslel už na konci 60. let, tedy v době, kdy byl nejslavnějším sci-fi seriálem na obrazovkách Star Trek. Na realizaci vlastního námětu se mu však nedařilo získat potřebné finance. Pomohl mu teprve fenomenální úspěch filmu Star Wars v roce 1977. Původně byla zamýšlena forma několika televizních filmů, nakonec však byl z rozhodnutí televize ABC natočen pilotní film, dva televizní filmy a poté navazující televizní seriál.

## Pilotní film
Úvodní pilotní film „Saga of a Star World“ (později rozdělený do tří epizod) o stopáži 148 minut byl v televizi ABC vysílán 17. září 1978. Ještě předtím, v červenci 1978, byla jeho sestříhaná a zkrácená verze pod prostým názvem Battlestar Galactica uvedena v kinech v Kanadě, Austrálii, západní Evropě a některých dalších zemích. V USA byl do kinodistribuce dán až po skončení seriálu v květnu 1979. V ČR byl později tento snímek vysílán v TV pod názvem Hrdinové z galaxií.
Podobný děj jako tento film má i tříhodinová minisérie z roku 2003.

## Seriál

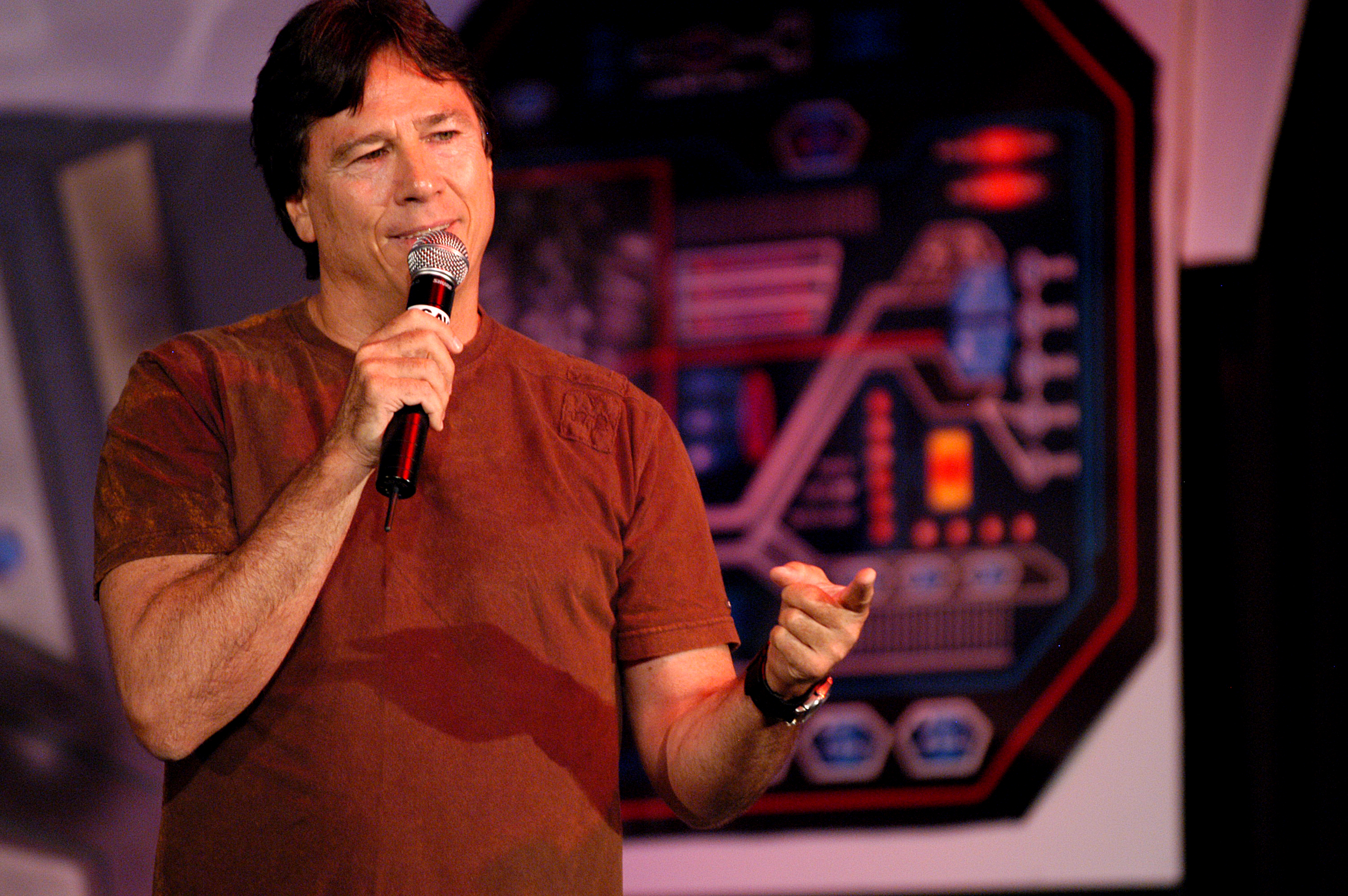
Richard Hatch se jako jediný z herců objevil jak v původním seriálu z roku 1978, tak v remaku z let 2004–2009. Poprvé hrál pilota Viperu kapitána Apolla, podruhé populistického politika Toma Zareka.

Po pilotním snímku byly natočeny dva dvouhodinové filmy, které však z rozhodnutí televize byly rozděleny do čtyř epizod a odvysílány seriálovou formou, na které navázaly další produkované díly seriálu. Celkem tak vzniklo 24 televizních epizod. Kvůli klesající sledovanosti a drahé produkci se v dubnu 1979 rozhodla stanice ABC seriál zrušit. Poslední díl byl odvysílán 29. dubna 1979.
Po dopisové kampani fanoušků navázal na seriál Battlestar Galactica seriál Galactica 1980, jenž byl vysílán v roce 1980.
Roku 1999 byl natočen pilotní díl nového zamýšleného seriálu s některými původními herci s názvem Battlestar Galactica: The Second Coming. Ten však nebyl televizní stanicí objednán, takže projekt byl zrušen.

## Děj
V neurčené době žili všichni lidé na planetě zvané Kobol a dosáhli zde celkem slušné technické úrovně, která jim umožnila opustit jejich umírající planetu. Žilo zde třináct rodů. Dvanáct z nich se vydalo jedním směrem a založili říši „Dvanácti kolonií“. Třináctý rod se vydal na stranu opačnou, kde nalezl planetu zvanou Země a zde bez jediného kontaktu s Dvanácti koloniemi začala vyrůstat naše civilizace. Dvanáct kolonií žilo v míru až do chvíle, kdy vypukla válka s Cylony – vzbouřenými roboty postavenými pro těžkou práci lidmi ze Dvanácti kolonií. Po mnoha letech války se objevil člověk, diplomat, Gaius Baltar, který s Cylony vyjednal příměří. Mírová smlouva měla být podepsána hluboko ve vesmíru a měly se tam shromáždit všechny bitevní lodě Dvanácti kolonií. Z ohromného masakru uniklo jen několik civilních lodí a jediný battlestar Galactica, který pod velení komandéra Adamy začal hledat Zemi v naději, že zde najde třináctý kmen a bezpečí.

## Seznam dílů
| Č. v seriálu | Původní název                                                                           | Český název                                                                                | Režie                | Scénář | Premiéra v USA                     | Premiéra v ČR                            |
| ------------ | --------------------------------------------------------------------------------------- | ------------------------------------------------------------------------------------------ | -------------------- | --- | ---------------------------------- | ---------------------------------------- |
| 1–3          | Saga of a Star World (Part 1)Saga of a Star World (Part 2)Saga of a Star World (Part 3) | Sága hvězdného světa (část 1.)Sága hvězdného světa (část 2.)Sága hvězdného světa (část 3.) | Richard A. Colla     | Glen A. Larson | 17. září 1978                      | 7. dubna 20099. dubna 200914. dubna 2009 |
| 4–5          | Lost Planet of the Gods (Part 1)Lost Planet of the Gods (Part 2)                        | Ztracená planeta bohů (část 1.)Ztracená planeta bohů (část 2.)                             | Christian I. Nyby II | Glen A. Larson a Donald Bellisario                                                                                  | 24. září 19781. října 1978         | 16. dubna 200921. dubna 2009             |
| 6            | The Lost Warrior                                                                        | Ztracený válečník                                                                          | Rod Holcomb          | námět: Herman Groves scénář: Donald Bellisario                                                                      | 8. října 1978                      | 23. dubna 2009                           |
| 7            | The Long Patrol                                                                         | Dlouhá hlídka                                                                              | Christian I. Nyby II | Donald Bellisario                                                                                                   | 15. října 1978                     | 28. dubna 2009                           |
| 8–9          | The Gun on Ice Planet Zero (Part 1)The Gun on Ice Planet Zero (Part 2)                  | Dělo na ledové planetě nula (část 1.)Dělo na ledové planetě nula (část 2.)                 | Alan J. Levi         | námět: John Ireland, Jr. scénář: Donald Bellisario, Glen A. Larson a Michael Sloan                                  | 22. října 197829. října 1978       | 30. dubna 20095. května 2009             |
| 10           | The Magnificent Warriors                                                                | Pozoruhodní válečníci                                                                      | Christian I. Nyby II | Glen A. Larson | 12. listopadu 1978                 | 7. května 2009                           |
| 11           | The Young Lords                                                                         | Mladí páni                                                                                 | Donald Bellisario    | Donald Bellisario, Frank Lupo a Paul Playdon                                                                        | 19. listopadu 1978                 | 12. května 2009                          |
| 12–13        | The Living Legend (Part 1)The Living Legend (Part 2)                                    | Živoucí legenda (část 1.)Živoucí legenda (část 2.)                                         | Vince Edwards        | námět: Glen A. Larson a Ken Pettus scénář: Glen A. Larson                                                           | 26. listopadu 19783. prosince 1978 | 14. května 200914. května 2009           |
| 14           | Fire in Space                                                                           | Oheň v kosmu                                                                               | Christian I. Nyby II | námět: Michael Sloan scénář: Jim Carlson a Terrence McDonnell                                                       | 17. prosince 1978                  | 21. května 2009                          |
| 15–16        | War of the Gods (Part 1)War of the Gods (Part 2)                                        | Válka bohů (část 1.)Válka bohů (část 2.)                                                   | Daniel Haller        | Glen A. Larson | 14. ledna 197921. ledna 1979       | 26. května 200928. května 2009           |
| 17           | The Man with Nine Lives                                                                 | Muž devíti životů                                                                          | Rod Holcomb          | Donald Bellisario                                                                                                   | 28. ledna 1979                     | 2. června 2009                           |
| 18           | Murder on the Rising Star                                                               | Vražda na Rising Star                                                                      | Rod Holcomb          | námět: Michael Sloan scénář: Donald Bellisario, Jim Carlson a Terrence McDonnell                                    | 18. února 1979                     | 4. června 2009                           |
| 19–20        | Greetings from Earth (Part 1)Greetings from Earth (Part 2)                              | Pozdravy ze Země (část 1.)Pozdravy ze Země (část 2.)                                       | Ahmer Lateaf         | Glen A. Larson | 25. února 1979                     | 9. června 200911. června 2009            |
| 21           | Baltar's Escape                                                                         | Baltarův útěk                                                                              | Winrich Kolbe        | Donald Bellisario                                                                                                   | 11. března 1979                    | 16. června 2009                          |
| 22           | Experiment in Terra                                                                     | Experiment Terra                                                                           | Rod Holcomb          | Glen A. Larson | 18. března 1979                    | 18. června 2009                          |
| 23           | Take the Celestra                                                                       | Převzetí Celestru                                                                          | Daniel Haller        | námět: David S. Arthur, David G. Phinney, Jim Carlson a Terrence McDonnell scénář: Jim Carlson a Terrence McDonnell | 1. dubna 1979                      | 23. června 2009                          |
| 24           | The Hand of God                                                                         | Ruka boží                                                                                  | Donald Bellisario    | Donald Bellisario                                                                                                   | 29. dubna 1979                     | 25. června 2009                          |